# کینتتسو

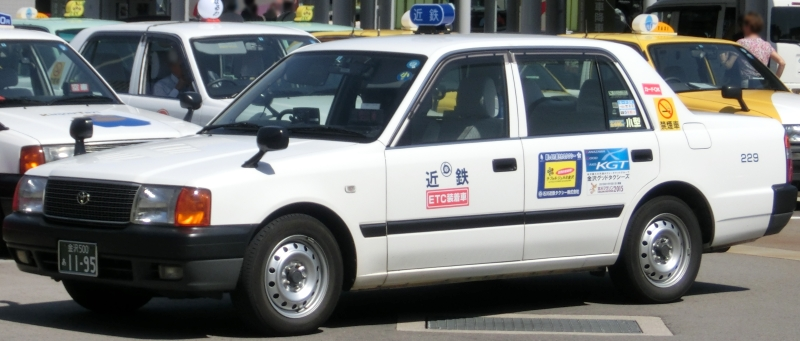
شرکت ترابری ژاپنی

کینتتسو (انگلیسی: Kintetsu Group Holdings) شرکت ترابری ژاپنی است، که در سال ۲۰۱۵ تأسیس شد.